# Шубин, Алексей Яковлевич
Алексе́й Я́ковлевич Шу́бин (1707—1766) — фаворит цесаревны Елизаветы Петровны, генерал-поручик.
Родился в 1707 году в семье бедного владимирского помещика из окрестностей Александрова. Начал службу в Семёновском полку обычным гвардейским солдатом в 1721 году. В дальнейшем был произведён в унтер-офицеры, а потом в прапорщики.
Отличался редкой красотой, ловкостью и энергичностью. Елизавета Петровна, при которой он служил ординарцем, дарила его своими симпатиями и слыла между семёновцами под именем «матушки». Елизавета писала пылкие любовные поэмы Шубину.  Анна Иоанновна после вступления на престол удалила Шубина от двора цесаревны в Ревель — в Дерптский полк, а 31 декабря 1731 года он был возвращён в Петербург, отправлен в Тайную канцелярию, где подвергнут жестоким пыткам и наказанию кнутом и в январе 1732 года отправлен на Камчатку, где он был насильно обвенчан с местной жительницей.
Вступив на престол, императрица Елизавета Петровна приказала отыскать Шубина. После долгих поисков его отыскали и привезли в Петербург летом 1743 года. «За невинное претерпение» он был произведён из прапорщиков сразу в генерал-майоры и в премьер-майоры Лейб-гвардии Семёновского полка, награждён орденом Св. Александра Невского и пожалован вотчиной в Макарьевском уезде Нижегородской губернии, село Работки, с 2000 крестьян.
В следующем году Шубин, недовольный предпочтением, оказываемым императрицей Разумовскому, вышел в отставку в чине генерал-поручика и поселился в своём имении.